# Liste de cancers

## Cancers des adultes
Par ordre alphabétique de la zone concernée :
- tumeur du cerveau
- cancer du col utérin
- cancer colorectal
- tumeur cutanée
- cancer de l'endomètre
- cancer de l'estomac
- cancer du foie
- tumeur stromale gastro-intestinale

- hémopathies malignes :
  - leucémies
  - myélome multiple
  - lymphomes
    - maladie de Hodgkin
    - lymphome non-hodgkinien

- carcinome hépatocellulaire
- sarcome de Kaposi
- cancer du larynx
- mésothéliome
- cancer de l'œsophage
- ostéosarcome
- cancer de l'ovaire
- cancer du pancréas

- cancer de la peau
  - cancer de la bouche

- cancer du poumon
  - carcinome pulmonaire à petites cellules
- cancer de la prostate
- rhabdomyosarcome
- cancer du rein
- cancer du sein
- cancer du testicule
- cancer de la thyroïde
- sarcome des tissus mous
- carcinome de la vessie
- myélome (cancer osseux)
- plasmocytome (voir aussi myélome)

## Cancers en pédiatrie
Par ordre alphabétique du nom :
- cancer des cellules germinales
- leucémies
- lymphomes
- neuroblastome
- ostéosarcome
- rétinoblastome
- sarcome des tissus mous
- cancers du système nerveux central
- tumeur de Wilms ou néphroblastome